# Ponthieva andicola
Ponthieva andicola är en orkidéart som beskrevs av Heinrich Gustav Reichenbach. Ponthieva andicola ingår i släktet Ponthieva och familjen orkidéer. Inga underarter finns listade i Catalogue of Life.